# Krzysztof Ners
Krzysztof Janusz Ners (ur. 7 października 1952 w Płocku, zm. 2 września 2006 w Paryżu) – polski ekonomista i urzędnik państwowy, doktor habilitowany nauk ekonomicznych, w latach 1998–2001 wiceminister finansów.

## Życiorys
W 1971 ukończył III Liceum Ogólnokształcące im. gen. Józefa Sowińskiego w Warszawie. W 1976 został absolwentem Szkoły Głównej Planowania i Statystyki, w 1982 uzyskał stopień doktora nauk ekonomicznych, a w 1989 stopień doktora habilitowanego. W tym samym roku został profesorem nadzwyczajnym w SGH w Warszawie. Od 1991 do 1992 był wicedyrektorem Instytutu Studiów Wschód-Zachód w Pradze i Nowym Jorku, następnie do 1996 kierował Sekcją Polską IEWS. W latach 1996–1998 był prezesem zarządu i dyrektorem Fundacji Policy Education Center on Assistance to Transition w Warszawie. Pracował też jako ekspert agend ONZ i OECD.
Od 1998–2001 wchodził w skład rad Międzynarodowego Funduszu Walutowego i Banku Światowego. W tym samym okresie pełnił funkcję podsekretarza stanu w Ministerstwie Finansów w rządzie Jerzego Buzka, odpowiadając za negocjacje z UE w sprawach finansowych. Później był m.in. wiceprezesem Banku Rozwoju Rady Europy oraz członkiem rady nadzorczej Telekomunikacji Polskiej.
Zmarł na zawał serca podczas gry w tenisa.